# 达里娅·穆拉卡耶娃
达里娅·瓦西里耶芙娜·穆拉卡耶娃（俄语：Дарья Васильевна Муллакаева，1998年6月18日—）生于彼尔姆，是一名俄罗斯女子游泳运动员，主攻自由泳。她童年时开始练习游泳，后来进入体育学校接受进一步的训练。她于2016年获得里约奥运的参赛资格，在该届奥运中，她参加女子4×200米自由泳接力的预赛，最终凭借队友的决赛表现获得第七名。